# اول آمریکا
اول آمریکا (انگلیسی: America First) یک شعار در گفتمان سیاسی ایالات متحده آمریکاست که سعی در ایجاد سیاست‌های انزواگرایی، حمایت‌گرایی و عدم مداخله دارد. این شعار را نخستین بار رئیس جمهور دموکرات آمریکا وودرو ویلسون در سال ۱۹۱۵ برای توجیه عدم مداخله آمریکا در جنگ جهانی اول استفاده کرد. پنج سال بعد از او هاردینگ از حزب جمهوری‌خواه با استفاده از این شعار توانست رای اکثریت قاطع مردم را بدست آورد. پس از مرگ هاردینگ در ۱۹۲۳، این شعار توسط کولیج و پس از وی هوور استفاده شد. به عقیده برخی اقتصاددانان، استفاده از این شعار و سیاست همسایه‌ات را فقیر کن منجر به رکود بزرگ در ۱۹۲۹ گشت.
در دهه ۱۹۳۰ شعار «اول آمریکا» توسط هواداران آلمان نازی و ایتالیای فاشیست برای جلوگیری از ورود آمریکا به جنگ جهانی دوم در حمایت از بریتانیا استفاده می‌شد.
چهل و پنجمین رئیس‌جمهور ایالات متحده آمریکا، دانلد ترامپ نام سیاست اصلی دولت خود را از این شعار الهام گرفت و آنرا در مراسم تحلیف خود ذکر کرد.

## برای مطالعهٔ بیشتر
- Bill Kauffman: America First! Its History, Culture, and Politics. Prometheus Books, New York 1995, ISBN 0-87975-956-9